# 杨保华

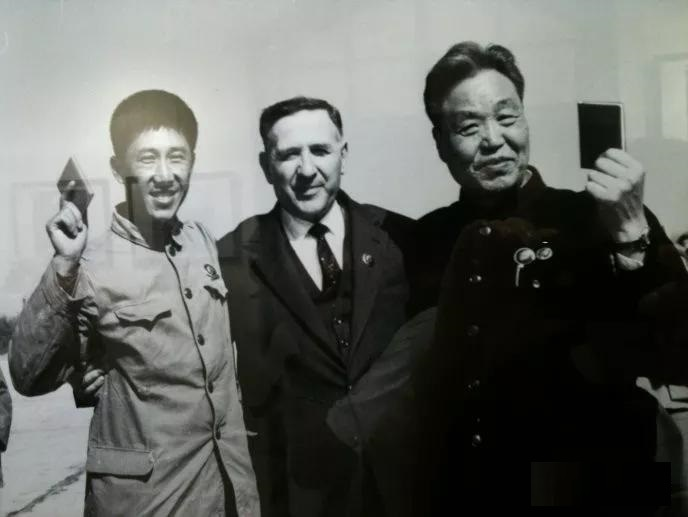
杨保华（左）、王效禹（右）与阿尔巴尼亚部长会议主席谢胡（中）

杨保华（1940年—1998年），部分资料写作“杨葆华”，男，天津人，中华人民共和国政治人物。

## 生平
杨保华生于1940年，其父国民政府时期曾为法庭书记员。杨保华中学时期在青岛十七中、青岛九中就读，1961年至1966年间为青岛啤酒厂、青岛明胶厂工人。
“文革”爆发后参与造反组织，逐渐成为青岛轻工系统造反组织负责人。1967年1月22日参与组织策划对中共青岛市委、青岛市人民委员会的“夺权”行动，任“青岛市革命造反委员会”常委，2月19日成为“青岛市革命造反委员会”核心小组成员。此后多次指挥武斗组织冲击北海舰队下属单位、相关单位及其他与之对立的单位，放任下属迫害民众。1968年2月10日经山东省革委会（时任主任王效禹）、济南军区同意出任青岛市革委会主任，同年加入中国共产党，另曾任山东省革委会常委。1969年8月16日任中共青岛市革委会核心小组副组长。
1968年10月，王效禹发动“反复旧”运动，11月17日，杨保华根据王效禹论调发表“1117讲话”，并指挥山东省内造反派继续作乱，导致其他省份造反行为有所抬头、各省军政负责人及中央方面周恩来、李先念等人强烈不满。1969年1月25日，杨保华指挥数千人冲击海军潜水艇士兵学校，是为青岛地区最严重的武斗事件，招致中央军委多位老资格将帅的批评。种种行为导致1969年4月中共九大前后王、杨二人备受指责，中央文革小组亦不再支持此二人。
中共九大后，王、杨二人受到中共中央批判。1971年4月10日，中共山东省委批准撤销杨保华一切职务。1978年11月被捕。1979年以反革命罪判处死刑，缓期二年执行。1982年改判20年徒刑，约1990年释放。1998年死于青岛。